# Mineral (Californie)
Pour les articles homonymes, voir Mineral.
Mineral est une census-designated place (CDP) située dans le comté de Tehama, dans le nord de l'État de Californie aux États-Unis.

## Géographie
Selon le Bureau du recensement des États-Unis, le territoire de la localité couvre 115,3 km2, dont 0,1 km2 d'étendues d'eau. La localité est située juste au sud du parc national de Lassen Volcanic, dans une région montagneuse et à forte activité volcanique.

## Démographie
Selon le recensement de 2000, sur les 143 habitants, on retrouvait 67 ménages et 42 familles dans la ville. La densité de population était de 1,2 habitant par km² et la densité d’habitations (450 au total) était de 4 habitations par km². La population était composée de 96,50 % de Blancs ; de 2,80 % d'Amérindiens ; de 0,70 % d’Afro-Américains.
20,9 % des ménages avaient des enfants de moins de 18 ans ; 58,2 % étaient des couples mariés. 19,6 % de la population avaient moins de 18 ans ; 2,1 % entre 18 et 24 ans ; 25,2 % entre 25 et 44 ans ; 35,7 % entre 45 et 64 ans ; 17,5 % avaient plus de 65 ans. L’âge moyen était de 46 ans. La proportion de femmes était de 100 pour 107 hommes.
Le revenu moyen des ménages était de 39 107 $.
| 2000 | 2010 | - | - | - | - |
| ---- | ---- | - | - | - | - |
| 143  | 123  | - | - | - | - |